# Mandacaru Vermelho
Mandacaru Vermelho é um filme brasileiro de drama com influências de faroeste de 1961, protagonizado, dirigido e escrito por Nelson Pereira dos Santos.
O diretor Nelson Pereira viajou com sua equipe à Bahia para filmar Vidas Secas, mas não encontrou condições morfoclimáticas apropriadas. Para não perder a viagem Nelson decidiu filmar a obra, “Mandacaru Vermelho” a fim de aproveitar a equipe, o filme foi feito às pressas e praticamente sem roteiro.

## Sinopse
Uma jovem órfã, já prometida a outro homem, passa a noite com um vaqueiro, os dois se apaixonam e fogem a fim de se casar. Mas a família da jovem, fiel a tradição nordestina, persegue-os com a intenção de se vingar de um forma cruel e violenta. Do sangue desse confronto nasce o mandacaru vermelho.

## Elenco
- Nelson Pereira dos Santos
- Sônia Pereira
- Ivan de Souza
- Miguel Torres
- José Telles
- Luiz Paulino dos Santis
- Mozart Cintra
- Enéas Muniz
- Jurema Pena